# Johann Maas (Manager)
Johann Baptist Maas (* 1828 in Zell (Mosel); † 18. August 1899 in Marienbad) war ein deutscher Rechtsanwalt und Manager der Bergbau- und Metallhüttenindustrie.

## Leben
Johann Maas studierte an der Ruprecht-Karls-Universität Heidelberg und der Rheinischen Friedrich-Wilhelms-Universität Bonn Rechtswissenschaften. 1848 wurde er Mitglied des Corps Suevia Heidelberg. 1849 schloss er sich dem Corps Rhenania Bonn an. Nach dem Studium ließ er sich in Aachen als Rechtsanwalt nieder, wurde Justizrat und war Generaldirektor der AG für Bergbau, Blei- und Zinkfabrikation in Stolberg (Rheinland).

## Schriften
- Actenmäßiger Thatbestand in der Proceßsache der Actien-Gesellschaft für Bergbau, Blei- u. Zinkfabrication zu Stolberg und in Westphalen gegen die früheren Administratoren und den früheren Gen.-Director dieser Gesellschaft, Verlag Du Mont-Schauberg, 1863